# Kasteel van Neerijse
Het Kasteel d'Overschie of Kasteel van Neerijse is een kasteel in Neerijse in de gemeente Huldenberg in de Belgische provincie Vlaams-Brabant. Het landhuis ligt ten oosten van het dorp aan de IJse.
Bij het kasteel hoort ook een slotkapel, de Kapel van Onze-Lieve-Vrouw ten Pui. Bij het kasteel bevindt zich ook een watermolen.

## Geschiedenis
In 1735 werd het domein "Goed ter IJse" door baron Charles-Joseph d'Overschie aangekocht. Op het domein was er een klein omgracht kasteeltje gebouwd dat dienstdeed als jachtpaviljoen.
In 1744 erfde de oudste zoon het domein, Jean-Albert d'Overschie, en hij vervolgde de verbouwing en liet er een park omheen aanleggen.
In het eind van de 18e eeuw of begin van de 19e eeuw werd het huidige kasteel van Neerijse gebouwd in classicistische strekking.
Het kasteel werd in 1983 - 1984 gerestaureerd en het jaar daarop in gebruik genomen als hotel-restaurant. In 2003 werd het kasteel gerenoveerd tot kasteelappartementen.
Sinds 2009 is het kasteel beschermd en vastgesteld als bouwkundig erfgoed.